# سیارک ۵۱۵۵
سیارک ۵۱۵۵ (به انگلیسی: 5155 Denisyuk، نامگذاری:1972HR) پنج هزار و صد و پنجاه و پنجمین سیارک کشف شده‌است که در ۱۸ آوریل ۱۹۷۲ کشف شد.
قدر مطلق سیارک برابر ۱۱٫۹۰ است.